# エポード
エポード（Epode）には、2つの意味がある。
1. エポードス（エポドス、ギリシャ語：ἐπῳδός, epoidós, epi-（追加の）+oidé（歌）） -  古代ギリシアの頌歌を構成する3つの部分の1つ。ストロペー、アンティストロペーに続く3つめの結びの歌。
2. エポード - アルキロコスが発明し、ホラティウスが『エポーディ』（Epodi）で使った詩形。イアンボス詩、古代叙情詩形。

本項では、その両方について詳述する。

## 歴史
コロス（合唱隊）は最初、祭壇あるいは舞台の右側に、それから左側に向かって、合同でユニゾンで歌う。あるいは、コロスは中央に立って、コリュパイオス（アッティカ方言の劇のコロスの長。coryphaeus）が全員のために歌うことも許された。ステシコロスの登場と合唱叙情詩（choral lyric）の進化に伴って、学問的かつ人為的な種類の詩が古代ギリシアで洗練され、新しい形のepode-songが生まれた。それは弱強三歩格（イアンボス・トリメトロス）に弱強二歩格が続くイアンボス詩だった。エポードスを高度に完成させたのはステシコロスだが、このイアンボス詩を発明したのはアルキロコスだと言われている。
エポードスはすぐに合唱詩（choral poetry）の中で安定した地位を得た。合唱詩が衰退した時にその地位は失われたが、エポードスは頌歌を超えて広がった。初期の劇作家の作品の中に、エポードスのシステムに基づいた、多くのモノローグ、ダイアローグの例が見られる。
ラテン語詩においても、エポードスは自覚的な擬古主義（Archaism）の中で、頌歌の一部および詩の重要な1部門の両方として洗練されていった。前者では、ピンダロスの模倣の上に築かれた、カトゥルスの祝婚歌が、ストロペー、アンティストロペー、エポードスの例とともにある。ホラティウスの「Quem virum aut heroa lyra vel acri」で始まる有名な頌歌もこの3つの特徴を備えていると考えられていた。

## ホラティウスのエポード
「エポード」という語が現在、ホラティウスの試作した詩の1部門としてよく知られているのは、『エポーディ』（Epodi）と題されたホラティウスの5冊目の本のためである。エポードを作る過程において、ホラティウスが言ったのは、自分は新しい形式を（少なくともラテン語文学に）導入しようとしている、それはアルキロコスが発明した短長格二行連句の効果を模倣している、ということだった。ホラティウスの『エポーディ』の最初の10歌の中には、短長三歩格と短長二歩格が交互に現れる。
At o Deorum quicquid in caelo regit
Terras et humanum genus;
-- 第5歌
残る7歌については、ホラティウスは二行連句の大体の性格を保持しつつも、その方法を多様化した。これらの詩はおおむねホラティウスが若い頃に書いたもので、円熟期の作品には見られない辛辣さと論争的な熱気を見せている。ホラティウスはアルキロコスの形式だけを模倣したのではなく、その皮肉たっぷりな激烈さも手本としたということで、自分自身を正当化しようとした。奇妙なことは、ギリシア文学のエポードスとほとんど似たものを持っていなかったにもかかわらず、ホラティウスは短い抒情的な風刺詩である独自の詩に「エポード」という名前を使ったことである。